# Абкарян, Симон
Симон Абкарян (фр. Simon Abkarian, арм. Սիմոն Աբգարյան; род. 5 марта 1962, Гонесс) — французский актёр армянского происхождения.

## Биография
Абкарян родился во французском городе Гонесс, недалеко от Парижа. Его детство прошло в Ливане, после начала гражданской войны он переехал в США. В Лос-Анджелесе Абкарян присоединился к труппе армянского театра под руководством Джеральда Паразяна. В 1985 году он вернулся во Францию и стал актёром «Театра дю Солей» Арианы Мнушкиной. Абкарян преуспел в классическом репертуаре театра, в 2001 году был отмечен премией Мольера как лучший актёр. Он также сам поставил шесть пьес, три из которых были его собственного сочинения.
В кино снимается с 1989 года. Особую известность в мире ему принесли фильмы «Арам» Роберта Кешишяна, «Арарат» Атома Эгояна, «Шрам» Фатиха Акина, «Змий» Эрика Барбье, «Казино „Рояль“» Мартина Кэмпбелла, «1915» Карина Ованнисяна и Алека Мухибяна, а также роль Мисака Манушяна в фильме Робера Гедигяна «Армия преступников». В общей сложности сыграл более чем в семидесяти фильмах.